# Scaphiophryne brevis
Scaphiophryne brevis är en groddjursart som först beskrevs av George Albert Boulenger 1896.  Scaphiophryne brevis ingår i släktet Scaphiophryne och familjen Microhylidae. IUCN kategoriserar arten globalt som livskraftig. Inga underarter finns listade i Catalogue of Life.